# Evangelický hřbitov ve Zvěstovicích
Evangelický hřbitov ve Zvěstovicích se nachází v obci Zvěstovice; je ve vlastnictví farního sboru Českobratrské církve evangelické ve Vilémově.
Hřbitov byl založen roku 1862. V letech 1862–1863 na něm byla vystavěna kaple. Kaple sloužila jak luteránům, tak i reformovaným; zprvu se v ní konaly ročně čtyři luterské a čtyři reformované bohoslužby. V období 1863–1918 byl při reformovaných bohoslužbách oltářní obraz „Nanebevstoupení Páně“ podle dohody s luterskou církví zakrýván.
Od roku 1881 patřil hřbitov s kaplí nově vzniklému sboru ve Vilémově.
Kaple byla v roce 1914 opravována, hned roku 1916 byla značně poškozena úderem blesku. V roce 1917 byl přikoupen pozemek a rozšířen hřbitov. Kaple byla opět používána od 29. června 1918.